# Giovanni Battista Busiri

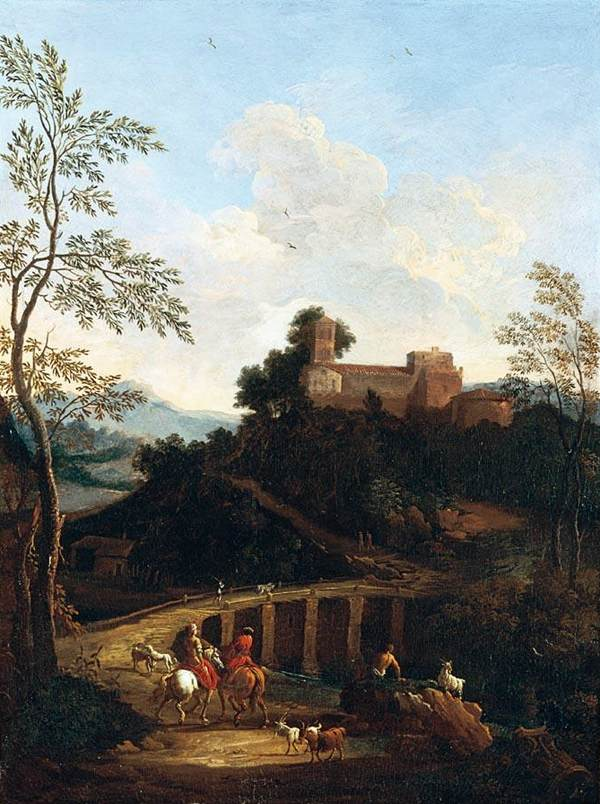
Giovanni Battista Busiri - Roman Landscape near to a Bridge

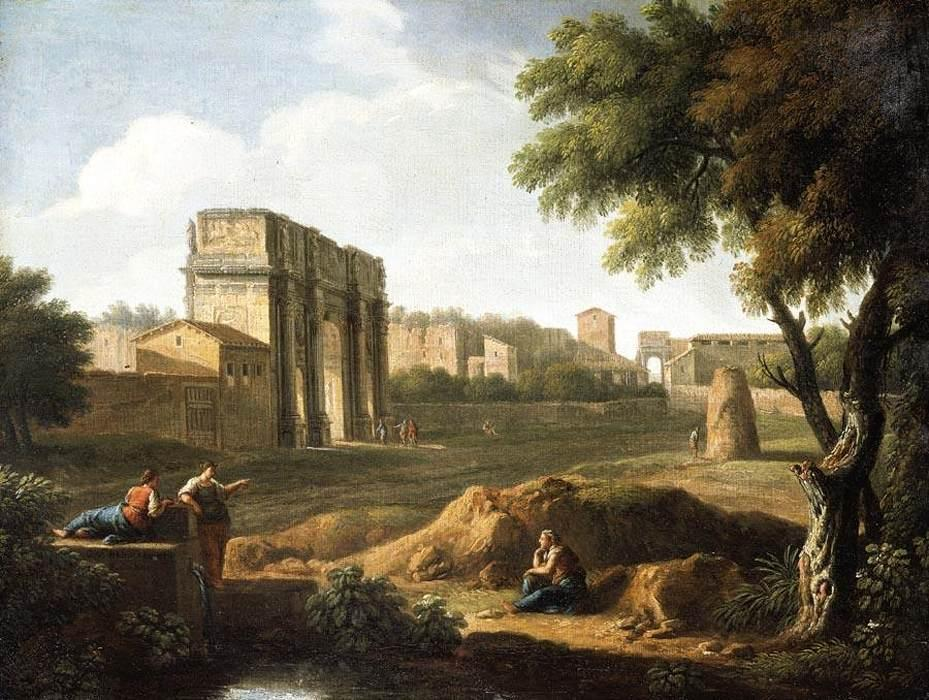
Giovanni Battista Busiri - Rome - A View of the Forum

Giovanni Battista Busiri (Roma, 1698 – Roma, 28 agosto 1757) è stato un pittore italiano.

## Biografia
Fu probabilmente autodidatta, ma notizie biografiche sono scarse. Lo chiamavano Tittarella. Era il terzo figlio di Simon Beausire (nato a Parigi, nel 1648) e di Angela Francesca di Barlandino Manzoni. Il cognome fu prima adattato in Bosire, Bosiri, Busiere e Bussir, poi definitivamente italianizzato in Busiri.
Giovanni Battista Busiri si ispirava al paesaggio arcadico, ameno e classicheggiante di Jan Frans van Bloemen. Le sue opere erano particolarmente apprezzato dai ricchi inglesi del Grand Tour. Il collezionista William Windham (nato nel 1717) nel 1742 acquistò, direttamente dal pittore, a Roma, sei dipinti ad olio e una ventina di tempere, con vedute della città e dei dintorni di Roma: si trovano attualmente in Inghilterra, alla Felbrigge Hall, Norfolk. Tra i dipinti c'è una veduta con cascate che rivela l'influenza di Gaspard Dughet. Nel 1754-1755 Thomas Jenkins acquistò altre opere di Busiri, per conto di Lord Dartmouth. Negli inventari antichi delle famiglie Colonna e Doria sono citati dipinti di Busiri e una veduta ad olio della campagna romana (1720 c.) si trova nella Galleria Doria. Un quadro con Ponte di Castel S. Angelo, siglato G.B.B., è al Museo di Roma. Nelle pitture a tempera, in cui Giovanni Battista Busiri eccelle, è evidente la suggestione di Paolo Anesi. Il pittore di genere Placido Costanzi (1702-1759) in molti casi fu autore delle figure, presenti nei paesaggi di Busiri.

### Il '700 in mostra a Roma
Alla famosa Mostra Il Settecento a Roma, nel 1959, furono esposte quattro opere di Busiri:
- Ponte rotto, tempera, firmata e datata 1739
- Ponte Nomentano, tempera, firmata e datata 1739
- Castel Sant'Angelo e  Arco di Costantino, 2 tele ovali